# 福岡城

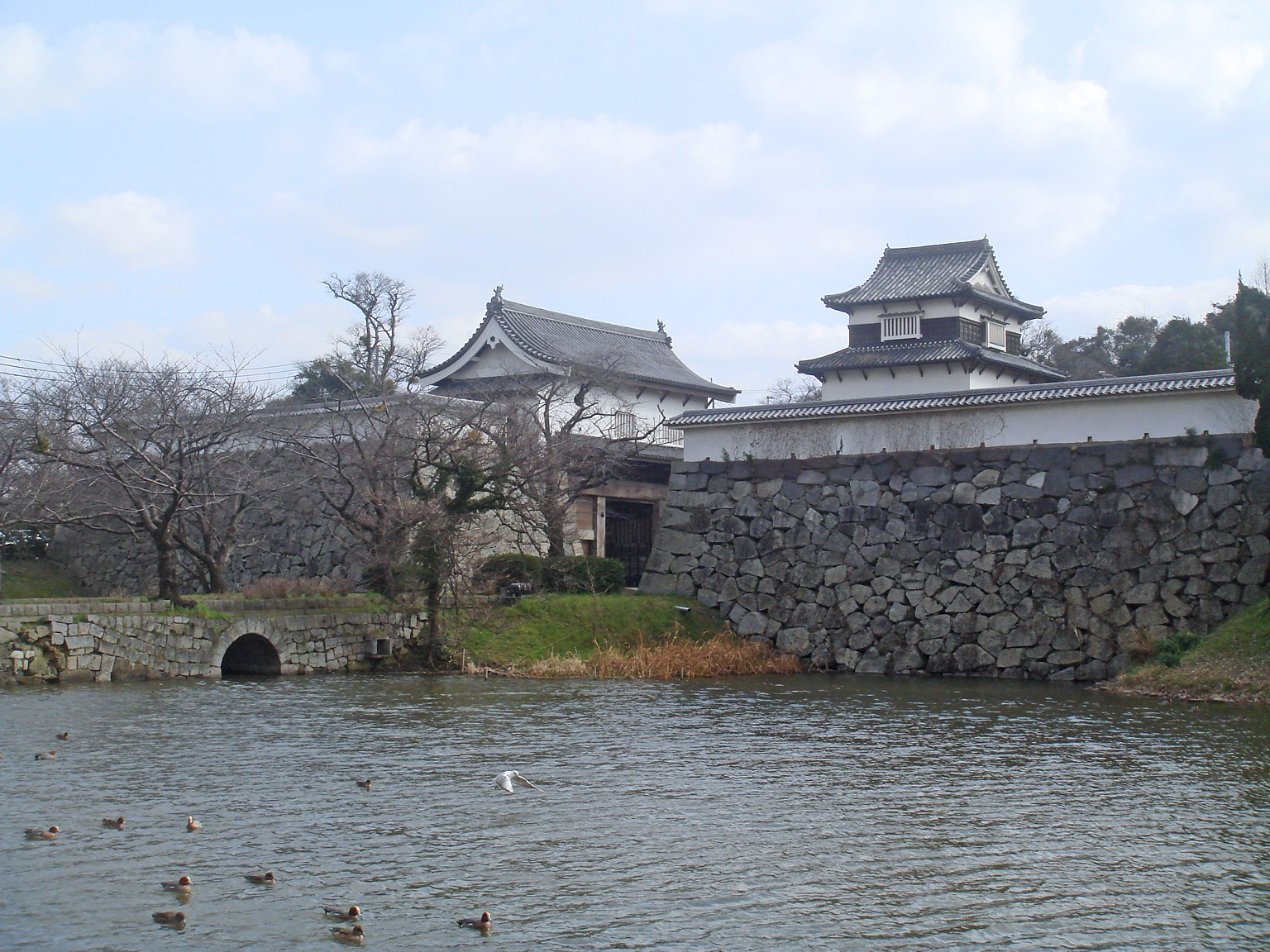
下之橋御門

福岡城（ふくおかじょう）は、福岡県福岡市中央区にかつてあった日本の城。江戸時代初期、関ヶ原の戦いで功績のあった黒田長政が、加増・移封で与えられた筑前国那珂郡警固村福崎の丘陵地に築いた。この際に、黒田氏ゆかりの地である備前国福岡（現在の岡山県瀬戸内市長船町福岡）の地名にちなみ福崎を「福岡」と改め、これが近現代の市名・県名にもなった。
城郭構造は梯郭式平山城で、明治まで福岡藩黒田氏の居城となった。別名を「舞鶴城」「石城」ともいい、城跡の主要部分は国の史跡に指定され、舞鶴公園と大濠公園となっている。

## 概要
普請奉行は野口佐助一成である。城地となった警固村福崎は荒れ地で、古くから商人の町として栄えていた博多の西側に川を挟んで位置する。
城跡には現存櫓や移築された櫓や城門、復元された櫓や城門が点在し、南二の丸多聞櫓とそれに続く南二の丸南隅櫓は国の重要文化財に、潮見櫓・大手門（下の橋大手門・渦見門）・祈念櫓・母里太兵衛邸長屋門が福岡県指定文化財に、名島門が福岡市文化財にそれぞれ指定されている。また、南二の丸多聞櫓に続く北隅櫓が復元されている。なお、平和台球場跡から出土した国史跡鴻臚館跡がある三の丸跡は二重に史跡指定されている。このほか本丸御殿、武具櫓、本丸裏御門、太鼓櫓、松ノ木坂御門、大組櫓、向櫓、本丸表御門、追廻橋、鉄物櫓、上之橋御門、上之橋、土塀の木造復元計画もある。
福岡市役所は2014年に『福岡城跡整備基本計画』を策定し、15年間に約70億円を投じることとしている。上に天守閣を建てるための天守台はあり、福岡市は2024年春に仮設した「幻の天守閣」の骨組みを夜間にライトアップするイベントを実施したが、天守閣は築かれなかったという定説のほか、江戸幕府への配慮から早期に取り壊したという説で論争がある（「天守台」節で後述）。
毎年春には「福岡城さくらまつり」や「おおほりまつり」が開催され、光雲神社から城跡まで黒田孝高、黒田長政、黒田二十四騎に扮した福岡市長、有名人などの勇壮なパレードも行われる。二の丸の鴻臚館広場にて演武なども行われる。

## 歴史・沿革

### 安土桃山時代・江戸時代
1600年（慶長5年）：黒田孝高・長政父子は関ヶ原の戦いの功績により豊前国中津16万石から、筑前一国52万3千石で筑前名島に入封した。筑前の旧領主小早川秀秋の居城であった名島城に入城した。便宜上から名島城を廃し、福崎丘陵を新城地に選定した。1601年（慶長6年）には築城が開始され、7年後の1607年（慶長12年）に竣工した。
江戸期には歴代の藩主により二の丸御殿や西の丸御殿の増築など数度の改修が行われたが、特に幕末の嘉永・万延年間に、第11代藩主黒田長溥により大改修が行われた。

### 近現代
- 1871年（明治4年）：廃藩置県により旧下屋敷に福岡県庁が置かれる。
- 1873年（明治6年）：廃城令発布により存城処分となり、第6軍官に属する。その後多くの建造物が解体され、一部は移築された。
- 1902年（明治35年）：床下にあった火薬が爆発し鉄物櫓が焼失する。
- 1920年（大正9年）：祈念櫓が福岡県八幡市（現在の北九州市八幡東区）にある大正寺に観音堂として移築された。1983年には再び元の地に移築された。
- 1945年（昭和20年）：黒田家別邸に移築されていた本丸武具櫓が福岡大空襲で焼失
- 1952年（昭和27年）に潮見櫓、1957年に祈念櫓、1961年に大手門・旧母里太兵衛邸長屋門がそれぞれ福岡県文化財に指定された。
- 1957年（昭和32年）8月29日：城跡が国の史跡に指定された。
- 1971年（昭和46年）：南二の丸多聞櫓が国の重要文化財に指定された[11]。
- 1987年（昭和62年）：三の丸、平和台球場一帯から平安時代の外交施設である鴻臚館の遺構が発見された。
- 2000年（平成12年）：不審火により下の橋大手門の一部を焼失する。修復工事が行なわれ、2008年11月1日から一般公開。
- 2006年（平成18年）4月6日：日本100名城（85番）に選定。
- 2013年（平成25年）：福岡市の中心部にある城跡を中心とする大規模な歴史緑地公園「福岡セントラルパーク構想」に基づき、城内建造物復元や緑地の整備がスタート。
- 2014年（平成26年）：廃校となった舞鶴中学校跡地に、福岡城の整備復元を目指す展示拠点施設「福岡城・鴻臚館案内処・三の丸スクエア」が福岡市により開設された。
- 2016年（平成28年）：重要文化財である南二の丸多聞櫓を修理。
- 2018年（平成30年）：三の丸家老屋敷跡にあった高等裁判所等が移転、跡地の発掘調査後はセントラルパーク構想に基づき、広場や駐車場として活用予定。

写真
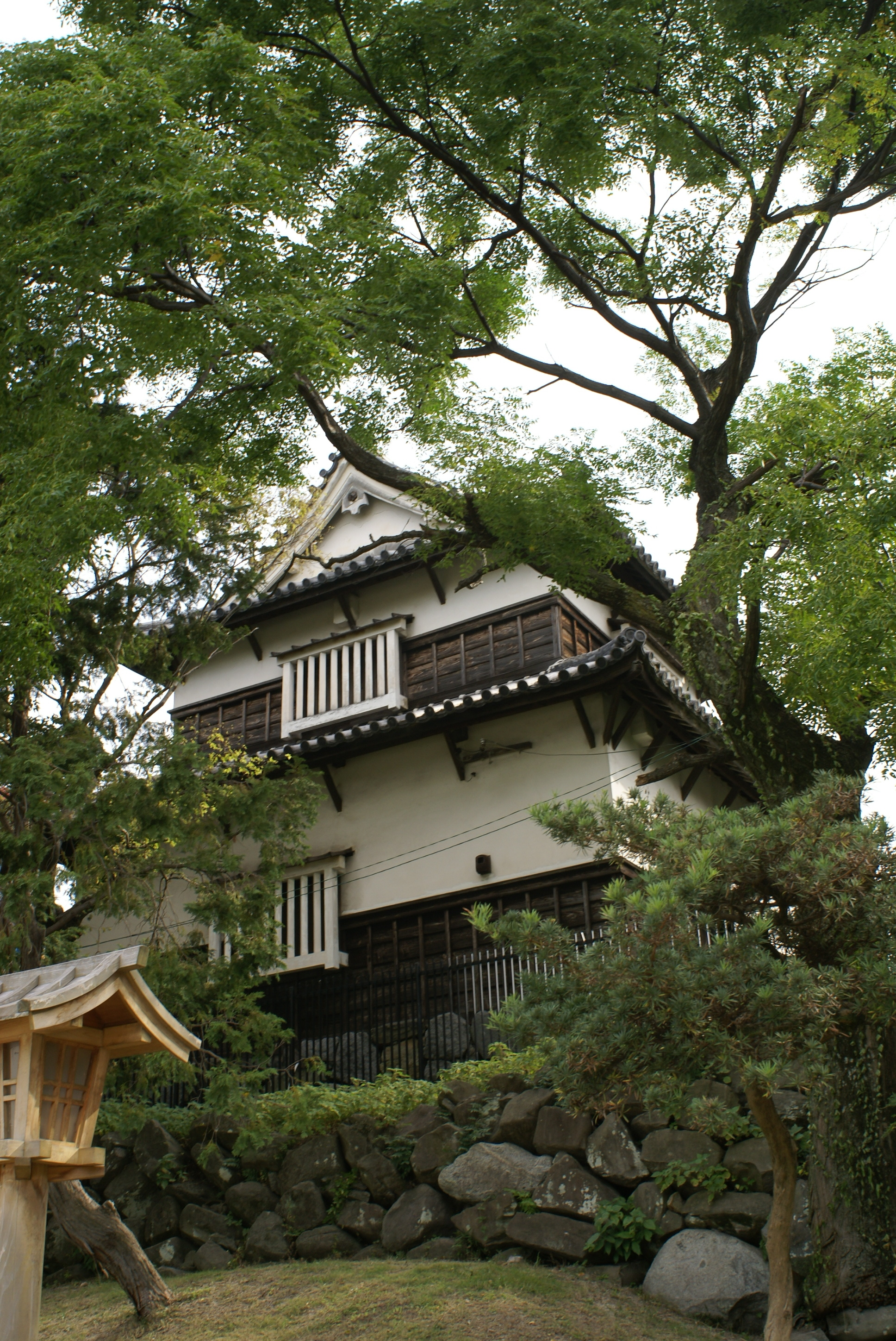
潮見櫓
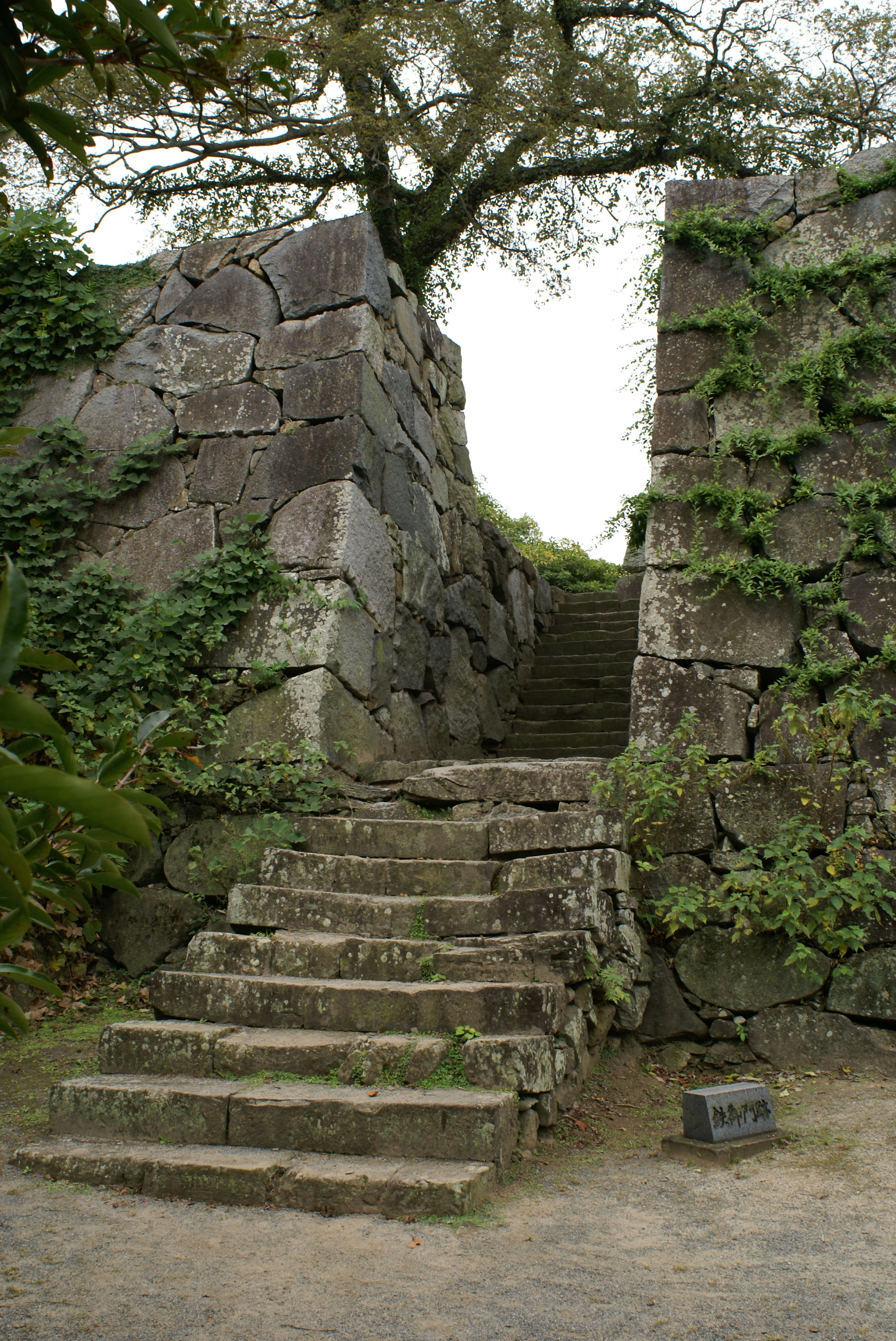
鉄御門跡
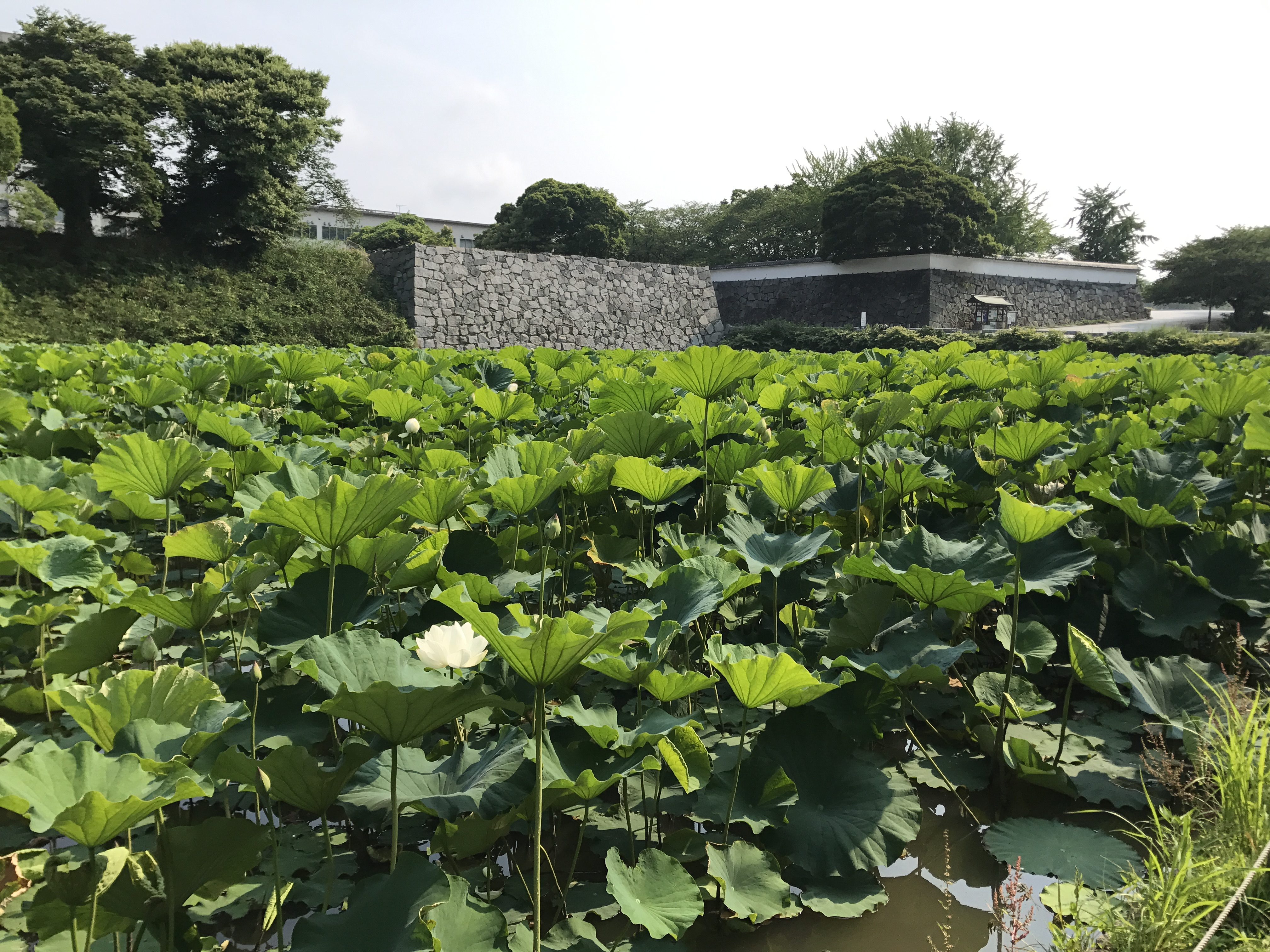
上之橋御門跡

## 構造

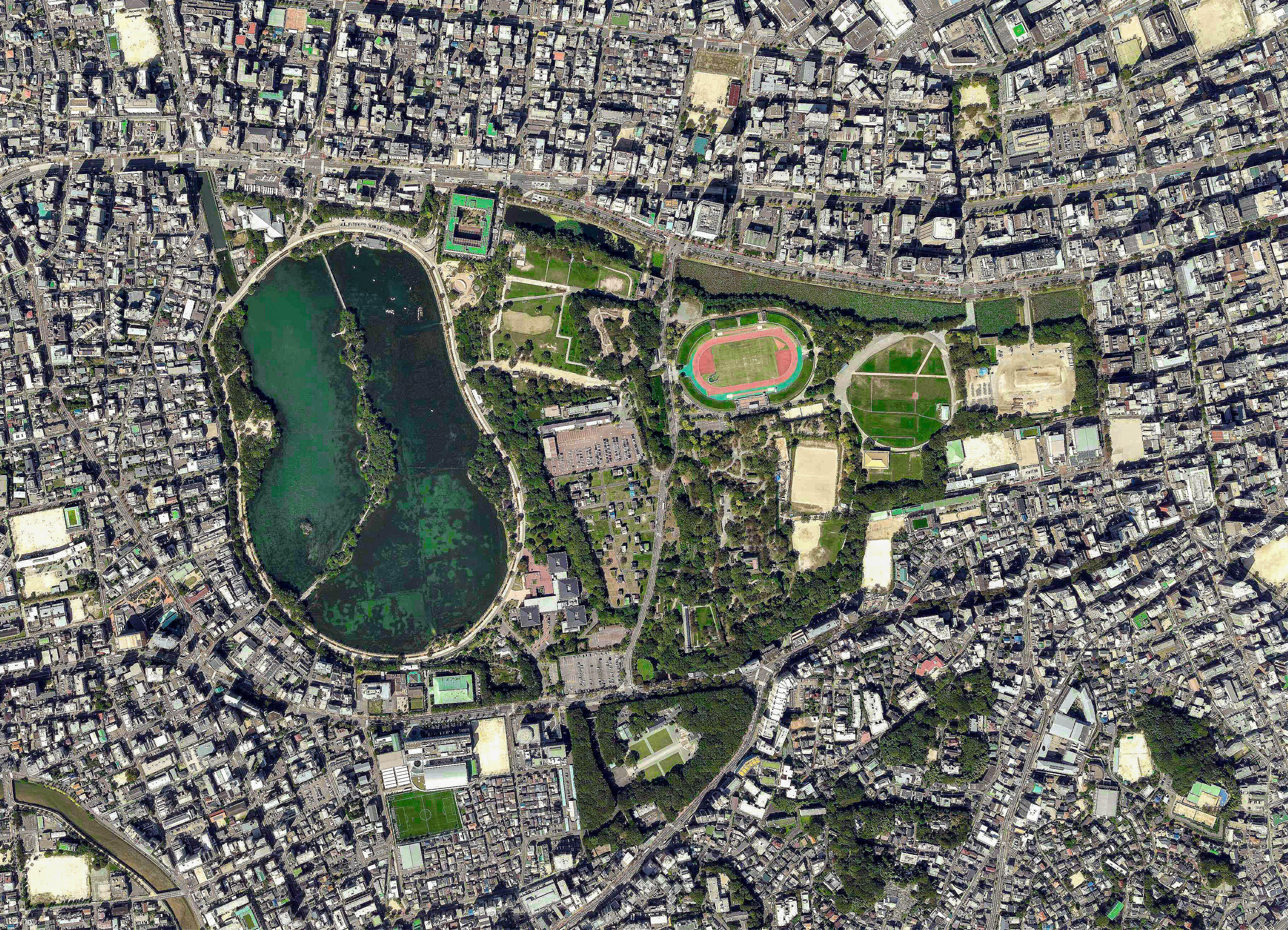
福岡城跡 2020年

梯郭式の平山城で、本丸の南西に南丸（南二の丸）、北東隅に同じような規模で東二の丸、この2つを結ぶようにして囲む二の丸、二の丸の西から北東に三の丸が囲む配置であった。建物は47基の櫓や10棟の城門を配し、縄張りの範囲は約24万平方メートルにおよぶ。東側に那珂川をもって堀とし高石垣を南北に長く築き、また西側は干潟の「草ヶ江」を大きな池沼堀として活用した。城下町は城の北側（博多湾側）に東西に長く開かれた。
福岡市は2013年（平成25年）、舞鶴公園と大濠公園の周辺をセントラルパークのように大規模な公園とする『福岡セントラルパーク構想』を発表した。本丸・二の丸・三の丸は20年から30年の長期計画で城跡の復元整備を行っていく予定としている。

### 本丸

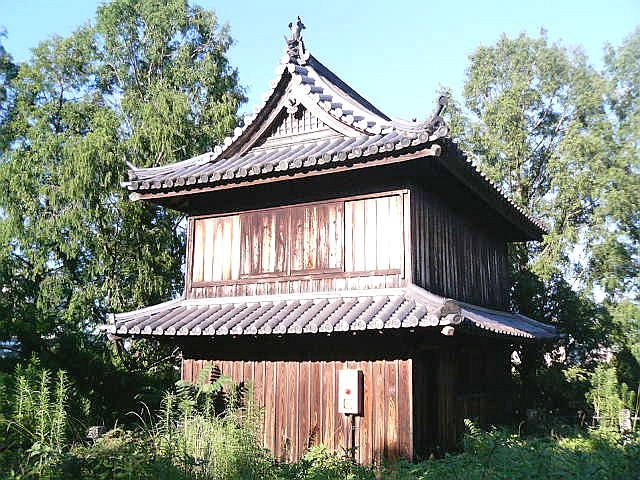
祈念櫓

本丸にあった建造物の中で資料が多く残されている本丸表御門・太鼓櫓・武具櫓・本丸裏御門・本丸御殿について福岡市は「調査検討を行った上で、復元整備対象とする」とし、特に本丸表御門と太鼓櫓については「復元の可能性が高い」としている。

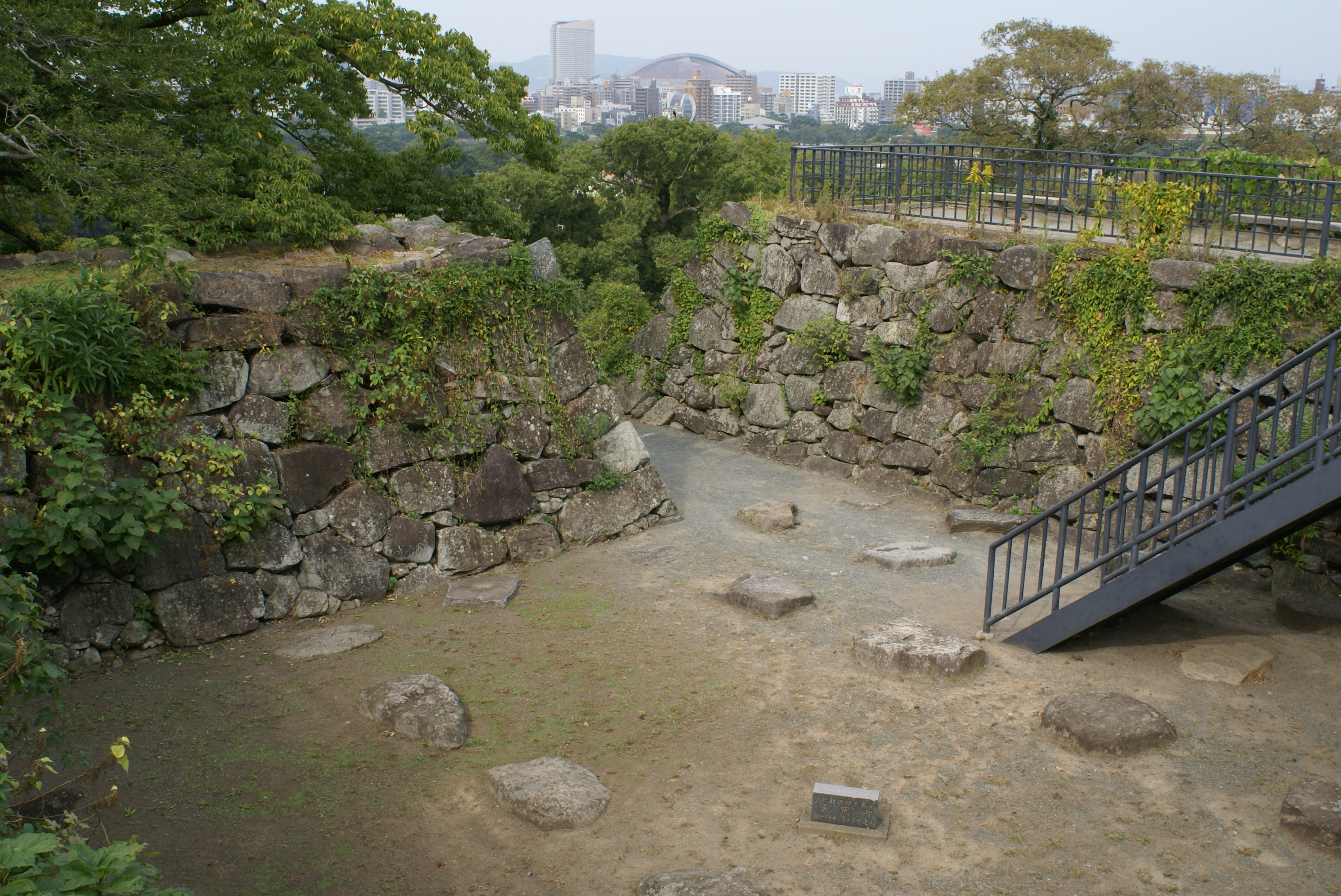
天守台礎石

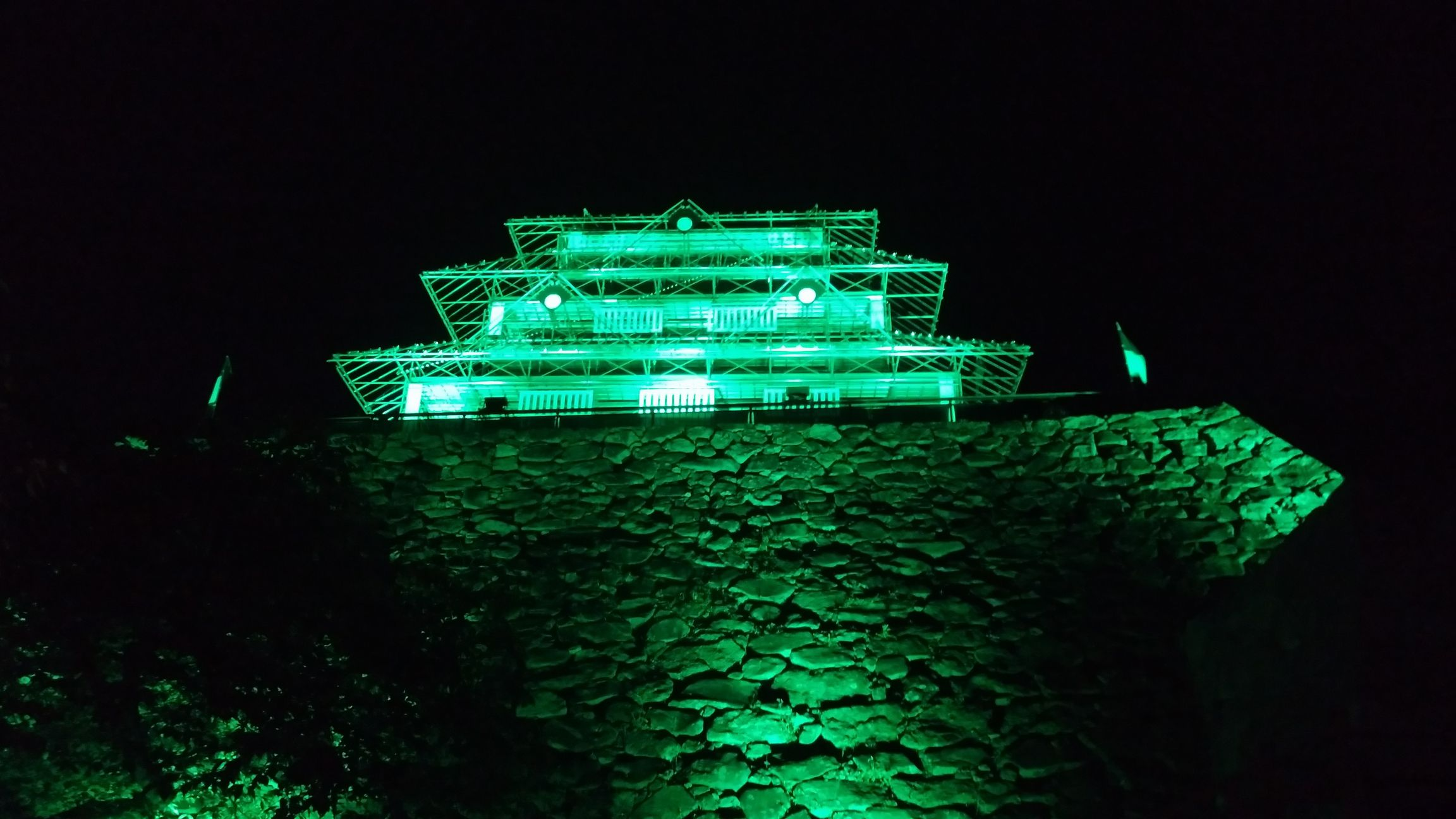
ライトアップされた天守閣風仮設工作物

天守台
大天守台・中天守台・小天守台の3つからなる連立式の天守台。大天守台は東西約25メートル、南北約22メートルの大きさで、東側に中天守台と小天守台が連なる。天守は存在せず、過去に失われた記録もない。天守台周辺の発掘調査では瓦片の出土があり、天守台に建物があったことは確実視されている。
1646年（正保3年）に作成された福岡城を描いた最古の絵図『福博惣絵図』には天守は描かれていないため、幕府への遠慮から天守は造築されなかったというのが従来からの定説となっている。しかし、近年になって、当時豊前国小倉藩主であった細川忠興が、三男で次期藩主の忠利へ宛てた1620年（元和6年）3月16日付の手紙に「黒田長政が幕府に配慮し天守を取り壊すと語った」と天守の存在を窺わせる記述が発見されたことによって、天守があった可能性が示されている。天守の解体を語ったとされるこの当時は、徳川氏の大坂城普請に諸大名が築城に駆り出されたことから、天守を解体し築城資材として投入することによって幕府の信任を得ようとしたと言う説も上がっている。1593年（文禄2年）に没した小河信章の家督を継いだ小河之直へ長政が発した3月3日付書状に、天守の欄干が腐った旨の記述があるが、これが福岡城を指すのか、それ以前の居城である中津城を指すのかは不明である。
福岡城や鴻臚館の整備・活用を趣旨とするNPO法人「鴻臚館・福岡城跡歴史・観光・市民の会」は、石垣や礎石から割り出した5重天守の想像図面を作成し、本格的木造建築による再建に向けて運動を展開した。
福岡市は、歴史資料が不足しているため天守の復元は困難との見解を福岡市議会にて示している。他方、経済界では福岡市を訪れる旅行者数に比べて観光資源が乏しいことから、天守閣の復元を期待する意見がある。2025年2月28日、市は地元経済界などからの天守建設要望を受け、文化庁に申請し調査の許可を得たことから同年4月に発掘調査に着手することを発表した。

2024年（令和6年）3月27日から5月31日までの期間中、天守台に天守閣をイメージした仮設工作物を設置し、18時から22時までライトアップが実施された。
祈念櫓
祈念櫓（きねんやぐら）は、本丸の東北隅に鬼門封じを祈念するために建てられた櫓で、棟札によると1860年（万延元年）3月に起工し、同年10月に竣工した。
1918年（大正7年）、黒田家の菩提寺である崇福寺が払下げを受け、末寺である大正寺（北九州市八幡東区）の境内に移築して観音堂として使用していた。1983年（昭和58年）、本来の位置に再移築され、翌年9月竣工した。福岡県指定文化財に指定されている。
大正寺への移築前に撮影された古写真が残されており、当時は下見板張りで白漆喰の壁を持ち、軒先を方杖と軒桁で支える外観だったことが分かっている。現在の祈念櫓とは外観が顕著に異なるため、大正寺への移築時に大幅な改変を受けたと考えられている。
石垣の修復に伴い2019年（令和元年）9月に解体され、部材が保管されている。

### 二の丸

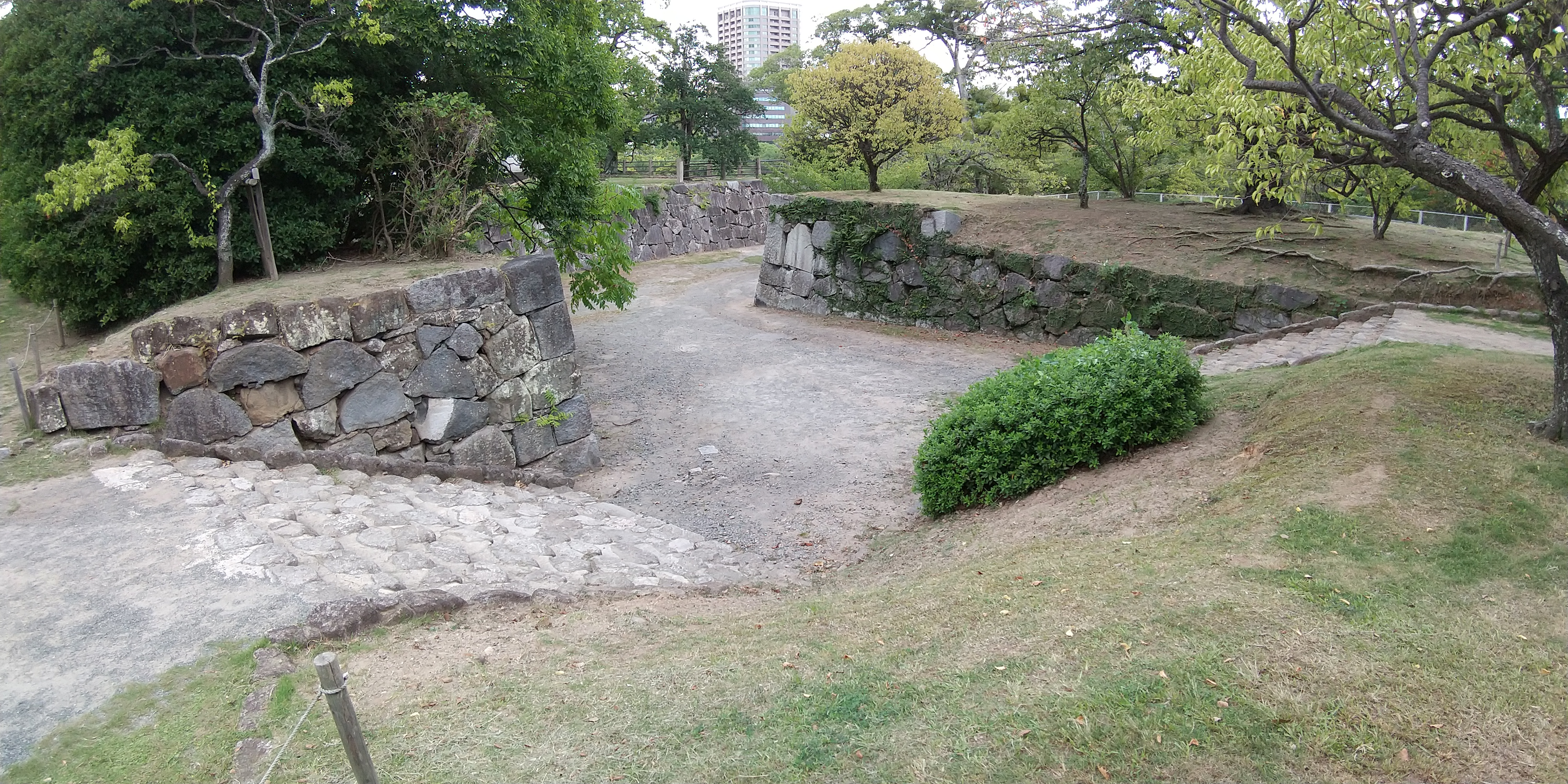
扇坂・扇坂御門跡 (復元前)

二の丸にあった建造物の中で、資料が多く残されている東御門、革櫓、大組櫓、鉄物櫓、炭櫓、松木坂御門、向櫓について福岡市は「調査検討を行った上で、復元整備対象とする」としている。
枡形の平面形状であった松木坂御門周辺の石垣や、戦後の造成によりほとんどが失われた二の丸御殿南側の石垣についても復元が検討されている。

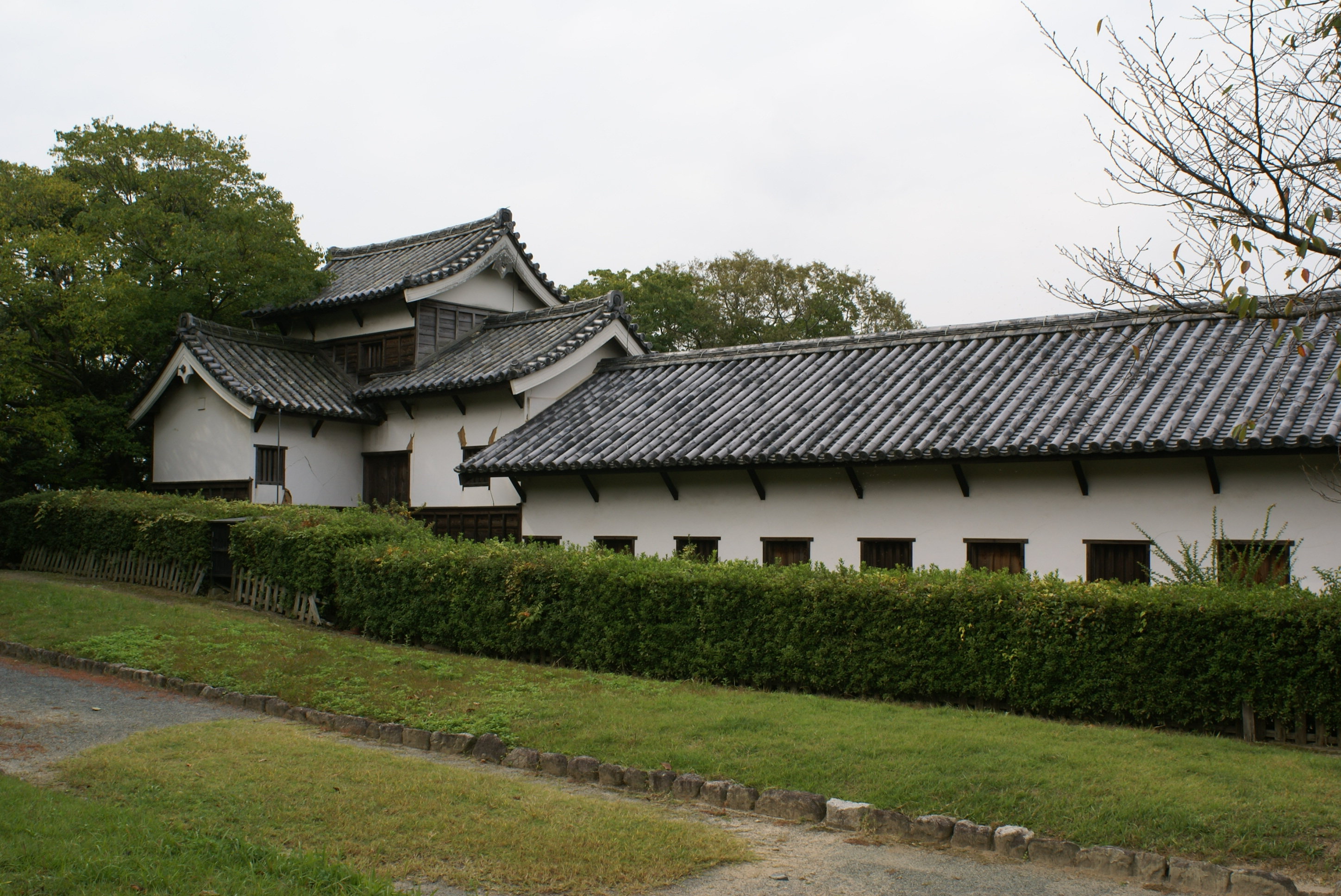
多聞櫓 内側

失われた二の丸御殿南側の石垣の復元が、2021年時点で開始されている。
多聞櫓
南西角にある切妻造の二重二階の隅櫓と長さ30間に及ぶ西平櫓からなる構造で、1854年（嘉永7年）に大改修を受けている。内部が16の部屋に分かれているのが特徴で、平時は倉庫等に利用されていたとされている。江戸時代末期に福岡城に存在した櫓の中で唯一、当時の遺構が移築を受けず同じ位置に残されている。
1971年（昭和46年）12月に重要文化財に指定され、1972年（昭和47年）10月から1975年（昭和50年）3月にかけて解体修理が行われた。
扇坂・扇坂御門跡
東二の丸から二の丸へ続く地点に、扇坂御門（おうぎざかごもん）と呼ばれる門があった。門内側の石段が扇形に広がっていたことからこの名がついた。また、この門には「お綱伝説」がある。
2023年（令和5年）11月から翌2024（令和6年）2月にかけて、二の丸東側の東御門跡から梅園までの園路、さらに梅園南側の園路が舗装された。この時梅園につながる扇坂が、江戸時代の絵図に基づき、築城当時に存在した階段の形で復元されている。

### 三の丸

旧母里太兵衛邸長屋門の写真
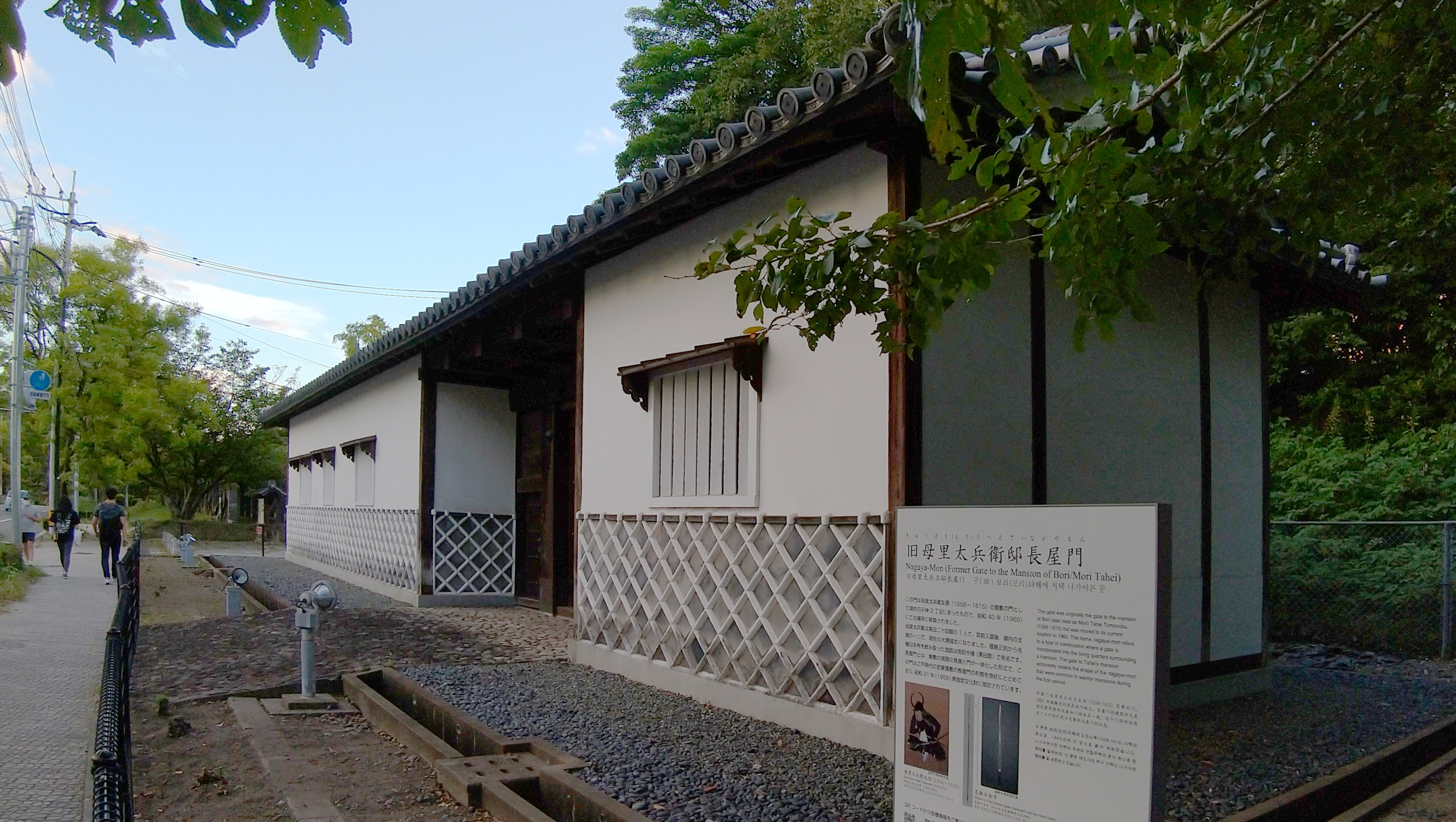
旧母里太兵衛邸長屋門

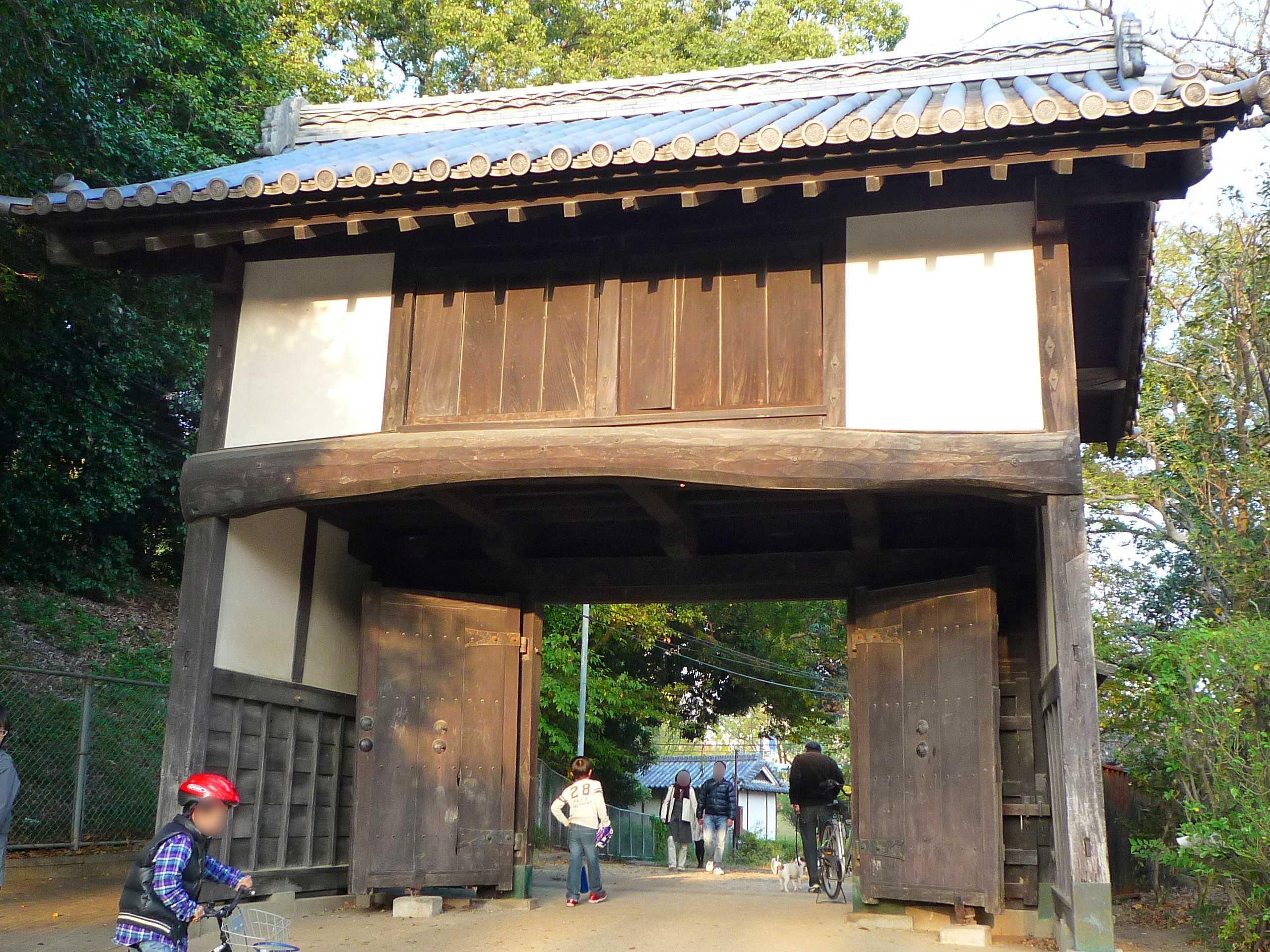
名島門

三ノ丸は、北側を土塁と堀で囲まれ、御下屋敷と有力家臣の屋敷が立ち並んでいた。北東に上之橋御門、北西に下之橋御門、南西搦手側に追廻橋門が設けられ、下之橋御門の南側には、黒田孝高の隠居所である御鷹屋敷があった。
1671年（寛文11年）に御下屋敷が北側に移転し、以降は藩主の館および藩政の中心となった。寛文期の御下屋敷は1763年（宝暦13年）に焼失し、翌年規模を縮小し再建された。1769年（明和6年）には7代藩主治之を江戸から迎えるために建て替えられた。御下屋敷は福岡県庁として使用されたが、1876年（明治9年）に県庁の天神町への移転に伴い解体された。
以降は陸軍の軍用地となった。第二次世界大戦後は平和台球場や平和台陸上競技場など多くの公共施設が建設されたほか、一部は城内住宅と呼ばれる宅地となった。平成以降、城跡として整備が進められ、戦後建てられた各種施設の移転が進められている。
江戸期の遺構として堀、土塁、上之橋御門の枡形、下之橋御門が残るほか、城下から旧母里太兵衛邸長屋門と名島門が移築されている。
三の丸にあった建造物の中で、資料が多く残されている上之橋御門、潮見櫓、花見櫓、御下屋敷について福岡市は「調査検討を行った上で、復元整備対象とする」とし、特に上之橋御門・潮見櫓・花見櫓については「復元の可能性が高い」としている。また重臣屋敷跡についても、舗装等により地割を表現する整備を行うとしている。
2014年（平成26年）、旧舞鶴中学校の建物を利用して、公園計画を展示する施設「福岡城・鴻臚館案内処・三の丸スクエア」が開館した。
2023年（令和5年）に、福岡県と福岡市が進める「セントラルパーク構想」の一環として、名島門から、三ノ丸広場に沿っての園路の再整備と舗装工事が行われた。隣接する大濠公園との回遊性を高めるのが狙いである。また、福岡城跡の他の園路も、舗装工事や足元を照らすための電灯の新設などが行われている。

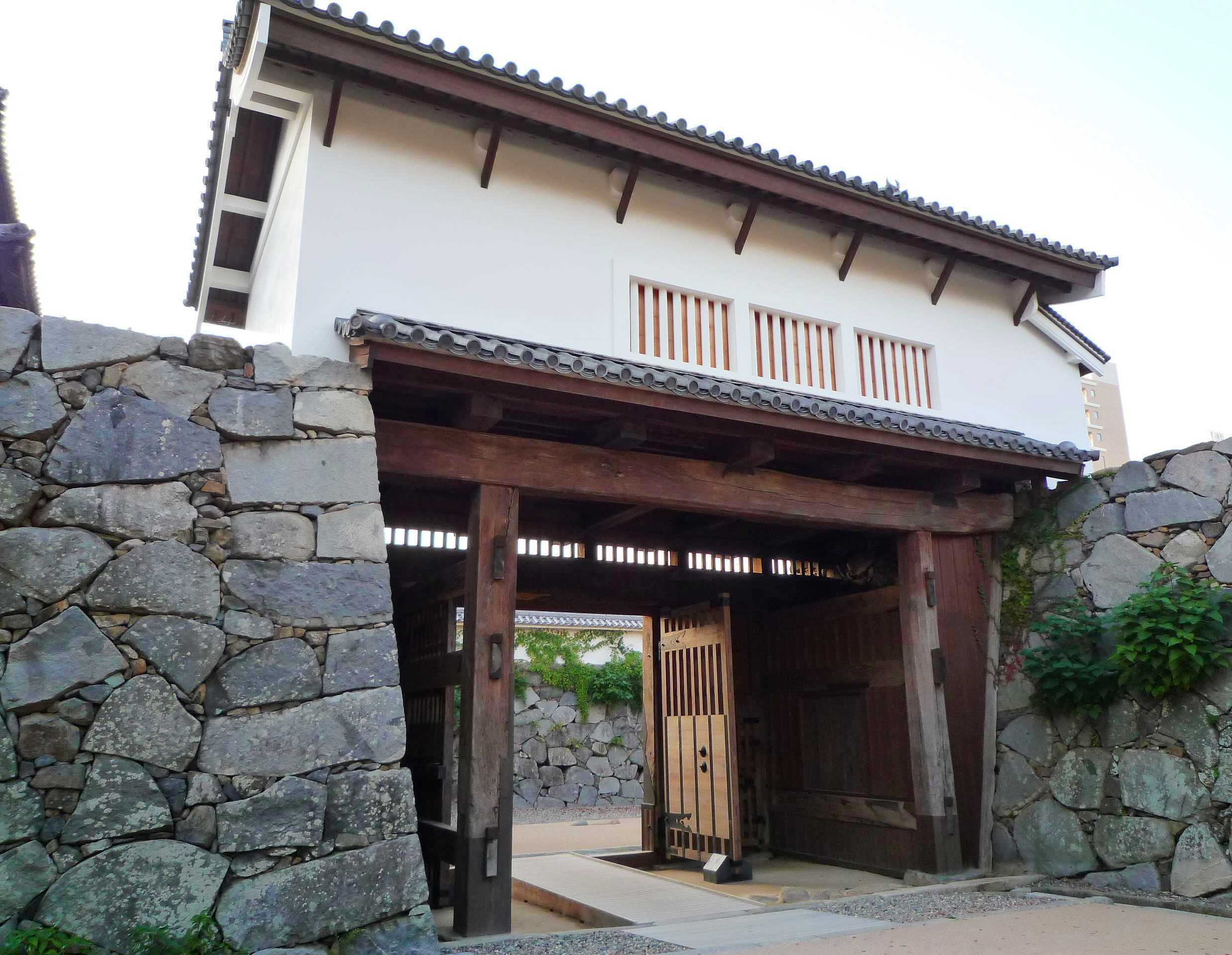
下之橋御門
下之橋御門（しものはしごもん）は三の丸の北東側に位置する下の橋に設けられた枡形門。二層の櫓門と高さ8m超の石垣・土塀からなり、福岡城東側の守りを固めていた。藩主の出入りや公式行事に用いられた。江戸末期に福岡城に存在した門の中で唯一、当時の遺構が移築を受けず同じ位置に残されており、福岡県有形文化財に指定されている。
江戸期は二層の櫓門であったが、明治期に一層に改修されたと推測されている。一層への改修時には旧来の部材が用いられ、「文化二年（1805年）」の墨書も残されていた。以降は一層の姿のまま伝わったが、2000年（平成12年）8月の不審火で焼損したことをきっかけに、2006年（平成18年）から2008年（平成20年）にかけて、本来の二層櫓門への復元工事が行われた。
潮見櫓
潮見櫓（しおみやぐら）は三の丸の北西隅に位置した2階建ての櫓。潮見櫓の名は築城当初は海に面していたことに由来し、博多湾方向の監視に用いられていたと推測されている。
1909年（明治42年）に黒田家の菩提寺である崇福寺に移築され、仏殿として使用された。1955年（昭和30年）4月5日には福岡県指定文化財の指定を受けた。1991年（平成3年）に福岡市が崇福寺より買い取り、本来の位置への復元に向けて部材が保管されている。崇福寺では「月見櫓」として伝わっていたが、内部から潮見櫓を移築したことを記した棟札が見つかり、潮見櫓であることが確認された。
2023年（令和5年）10月時点、江戸時代の木材や建築技術を使った復元が進められている。
伝・潮見櫓
現在下之橋門の南に接して立つ二層の櫓。大正初期に黒田家別邸に移築された。第二次世界大戦後に黒田家別邸が検察庁に譲渡され、櫓が解体されるに当たり、1956年（昭和31年）に福岡郷土博物館建設委員会が現在地に移築した。
長らく「潮見櫓」とされてきたが、1991年（平成3年）に崇福寺仏殿から潮見櫓を移したことを記した棟札が発見され、崇福寺に月見櫓として伝わっていた櫓が正しくは潮見櫓であることが判明した。これに伴い、潮見櫓として伝えられてきたこの櫓の移築前の名称は不明となった。本丸裏御門の西に位置していた二層の櫓である太鼓櫓が黒田家別邸に移されたという当時の記事があることから、この櫓が太鼓櫓である可能性が考えられている。
旧母里太兵衛邸長屋門
旧母里太兵衛邸長屋門は、黒田二十四騎の1人である母里太兵衛の屋敷にあった長屋門。1952年（昭和27年）まで母里太兵衛の屋敷跡であった天神2丁目に残されていたが、野村證券福岡支店ビルの建設に際して解体され、1965年（昭和40年）に現在地に移築された。2014年（平成26年）10月から2015年（平成27年）4月まで修復工事が行われた。福岡県指定文化財に指定されている。
- 旧母里太兵衛邸長屋門の写真
- 旧母里太兵衛邸長屋門

名島門
名島門（なじまもん）は名島城の脇門として使われていた門。長政が福岡城に居城を移す際に黒田二十四騎の一人である林直利に下賜され、屋敷の門として使用されていたと伝えられている。
明治中期に長崎県へ移築されかけたところを、地元の代議士であった平岡浩太郎によって買い戻され、天神にあった平岡の自宅の門として使用された。1961年（昭和36年）、富士ビルの建設に伴い現在地に移された。福岡市文化財に指定されている。

### 堀

#### 1～6号堀
城郭の北側には、一部が埋めたてられたものの、大半の堀が残っており、東から順に1号堀、2号堀、3号堀、4号堀及び5号堀と呼ばれている。また、南西側にも一部の堀が残っており、6号堀と呼ばれている。水面には、ハスやスイレン等が繁殖している。なお、城郭の東側と南側にあった堀は、幅員が1メートル程度の水路として残っている。

堀の写真
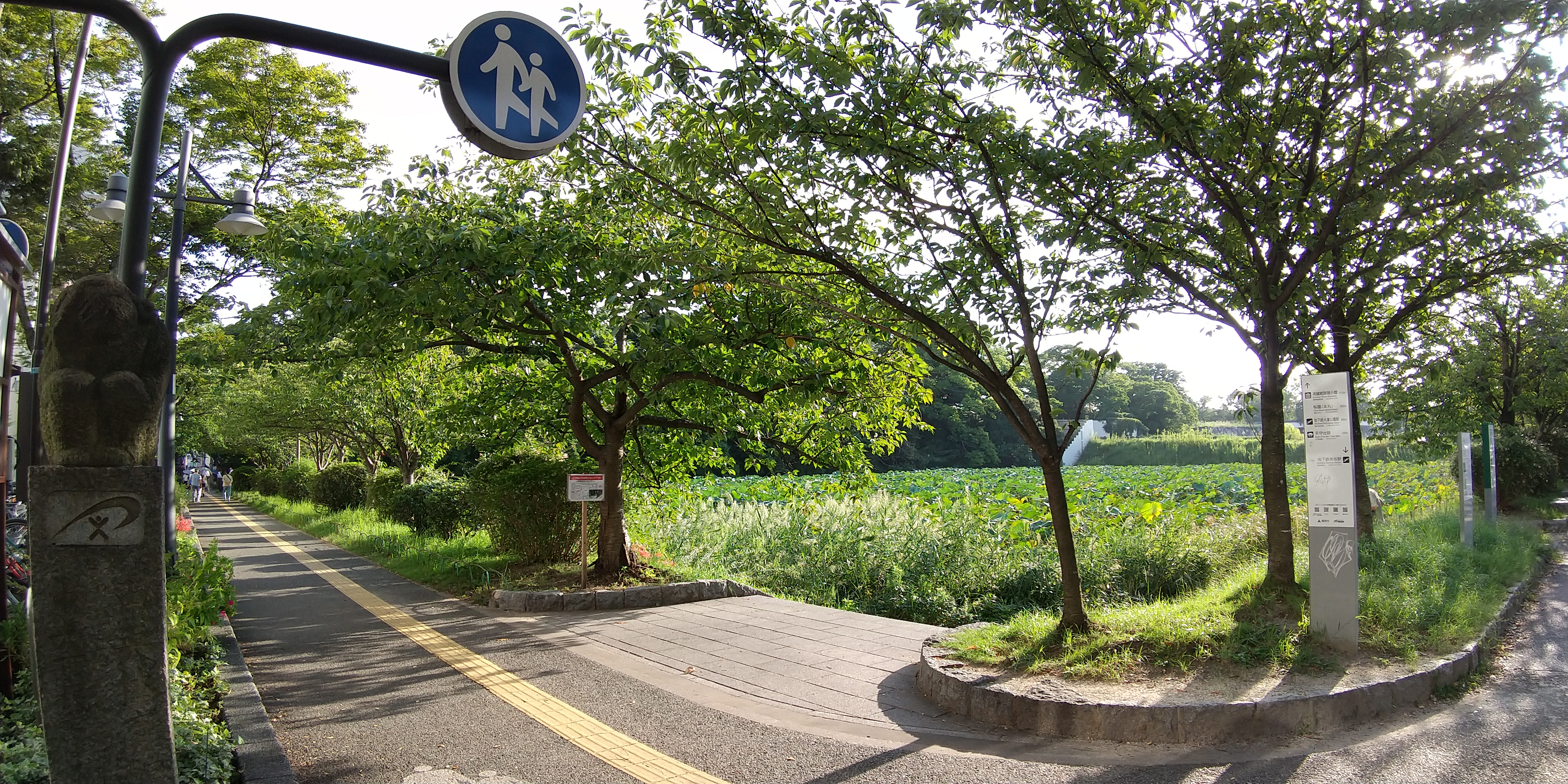
福岡城跡1号堀
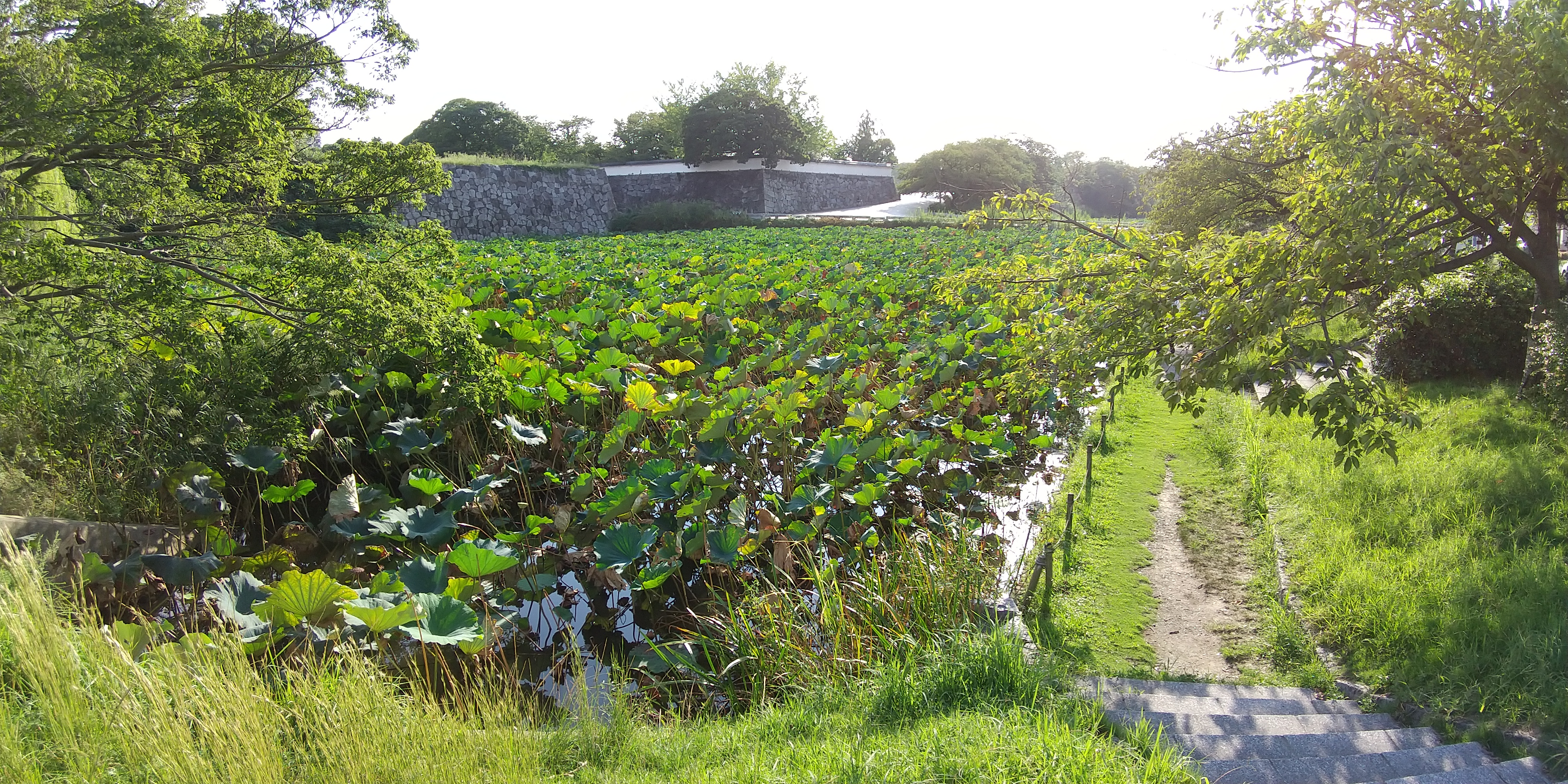
福岡城跡2号堀
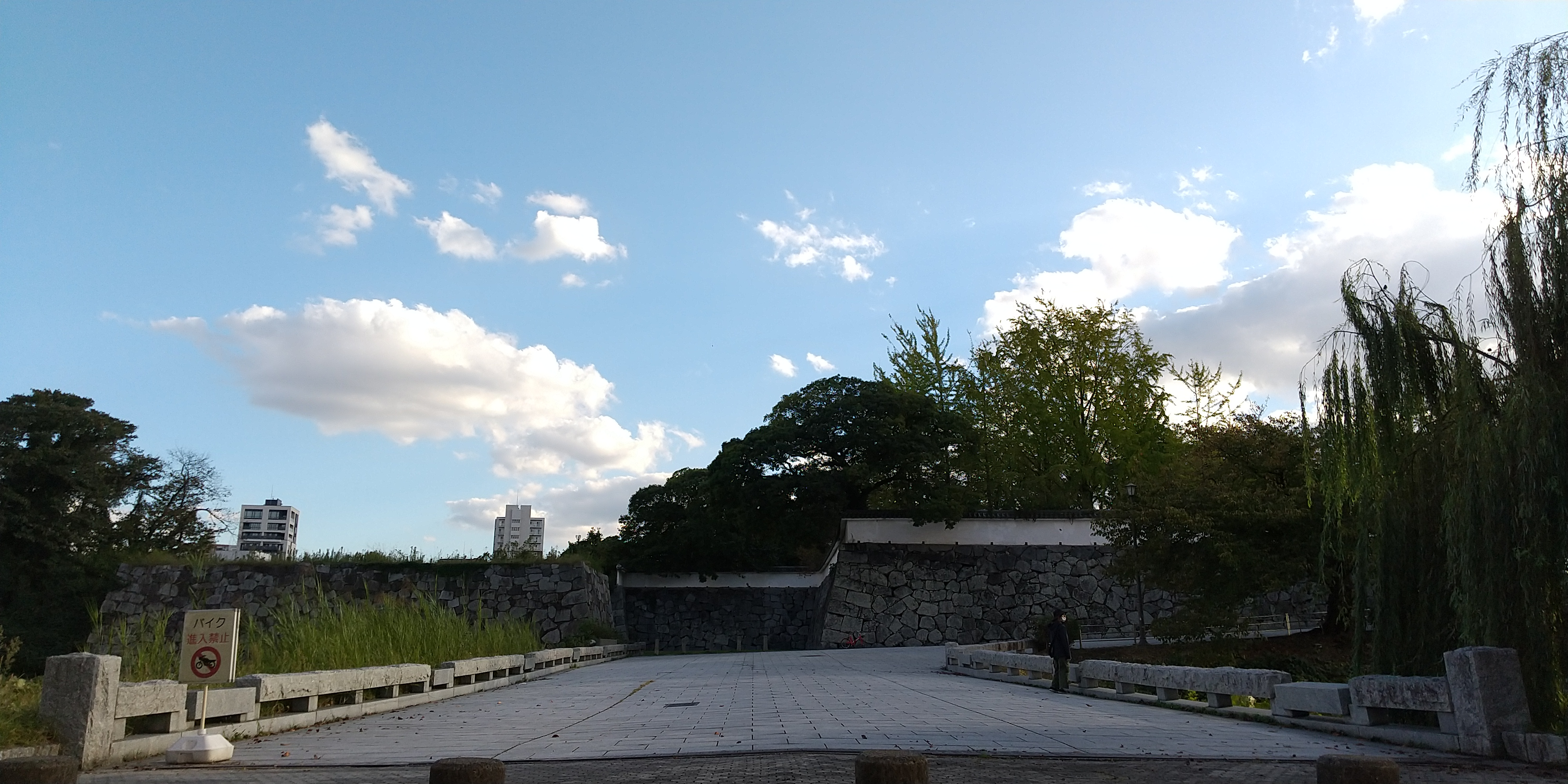
上之橋（2号堀と3号堀の間）
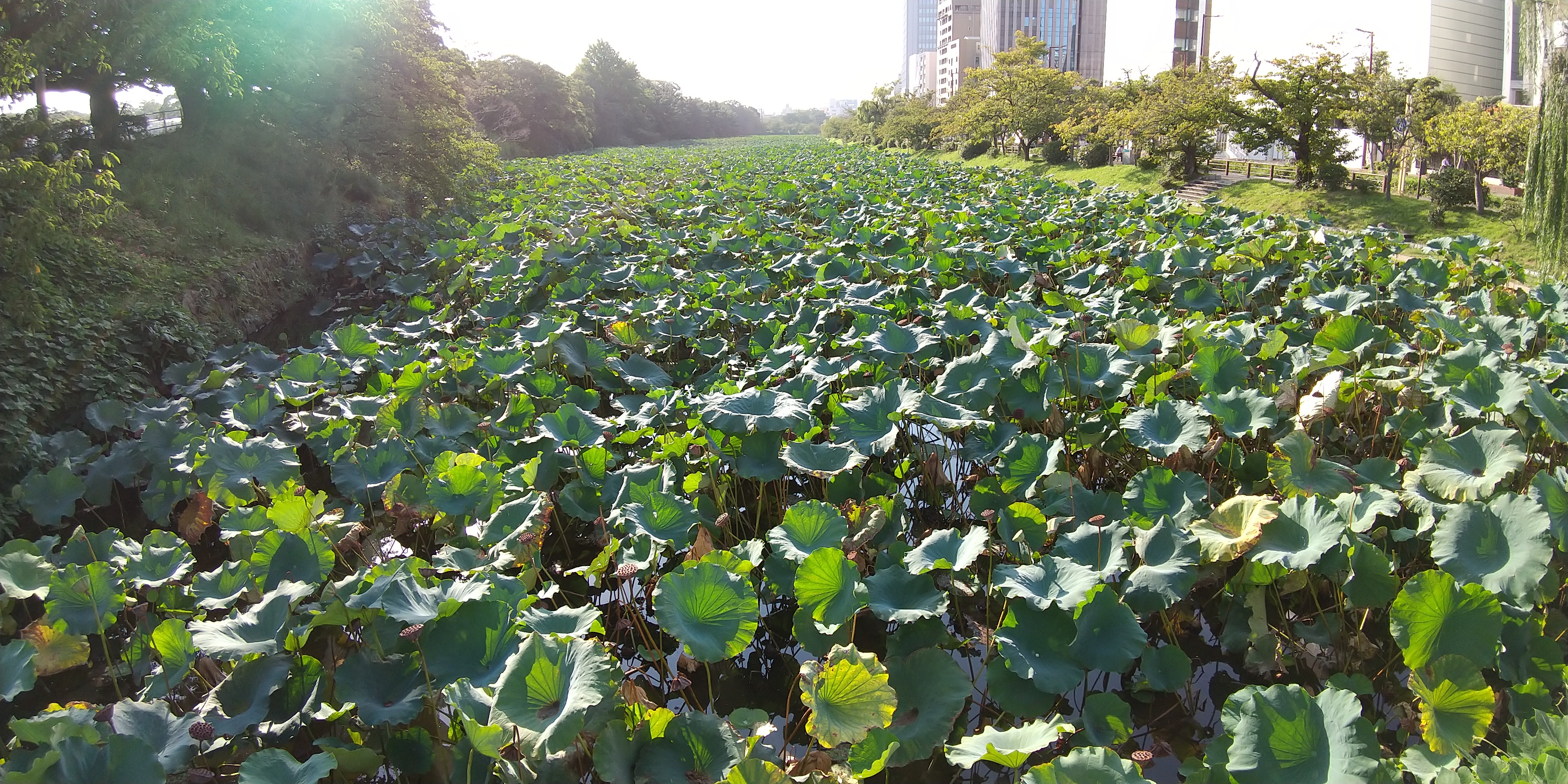
福岡城跡3号堀
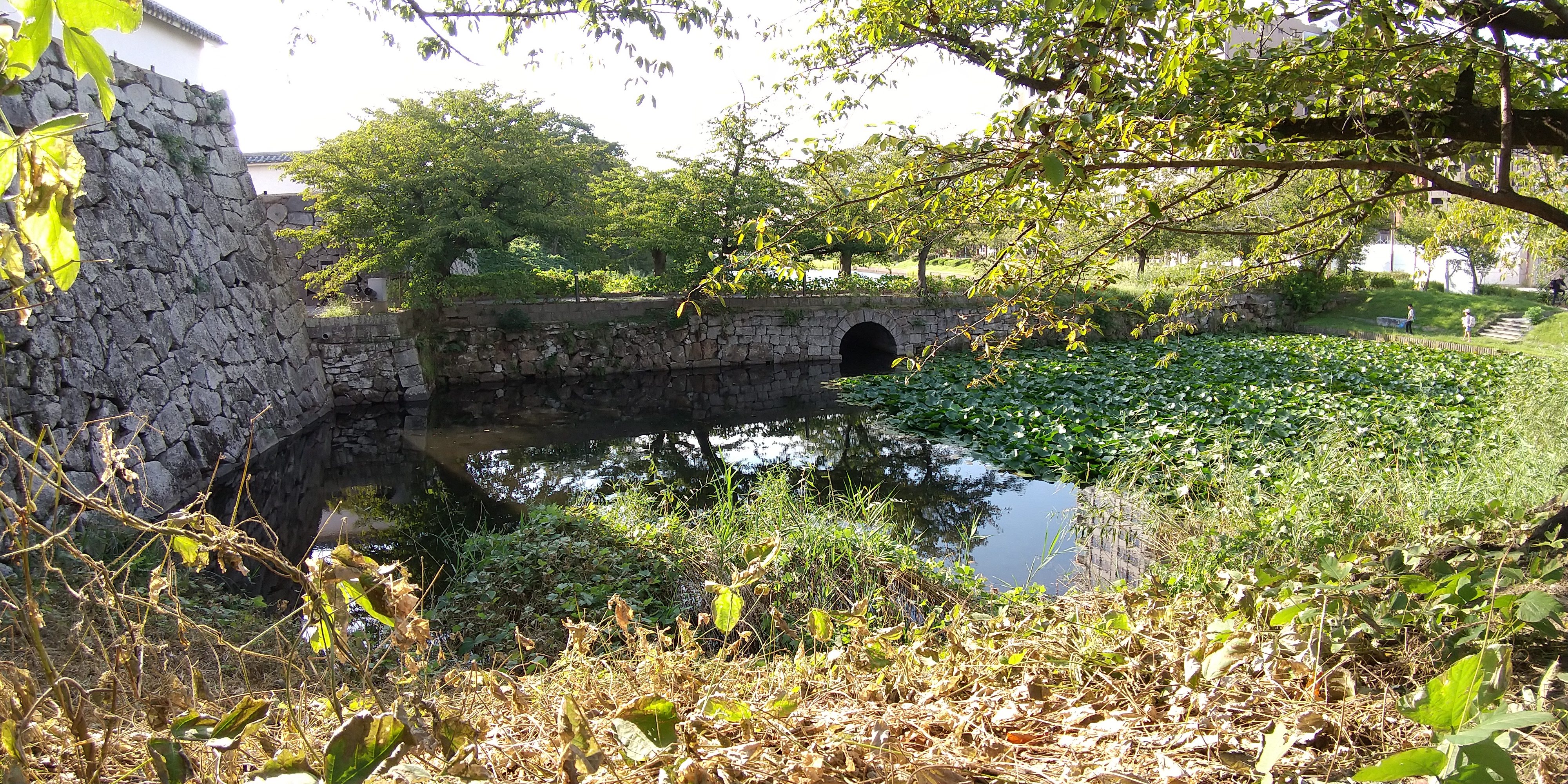
福岡城跡4号堀
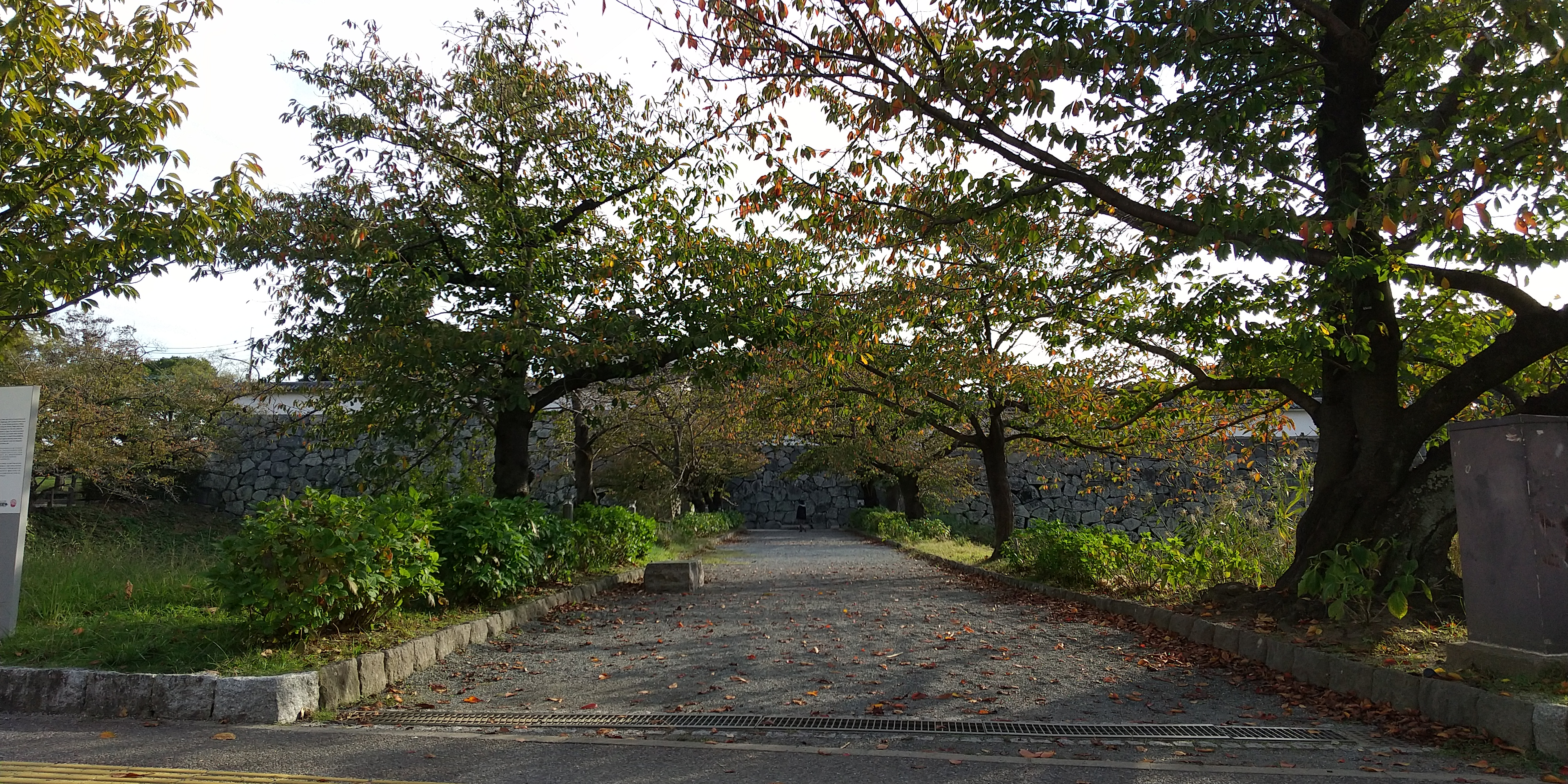
下之橋（4号堀と5号堀の間）
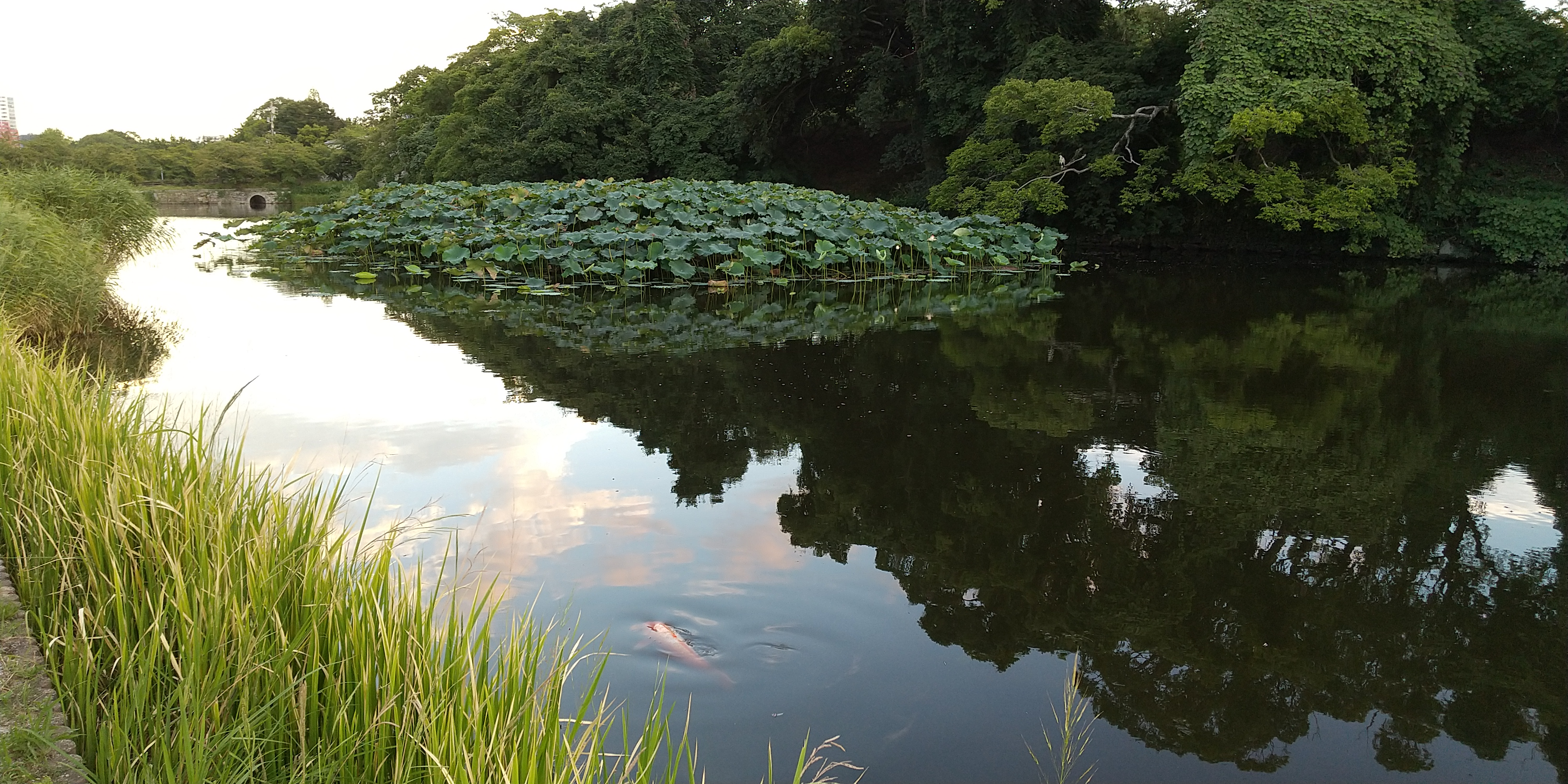
福岡城跡5号堀
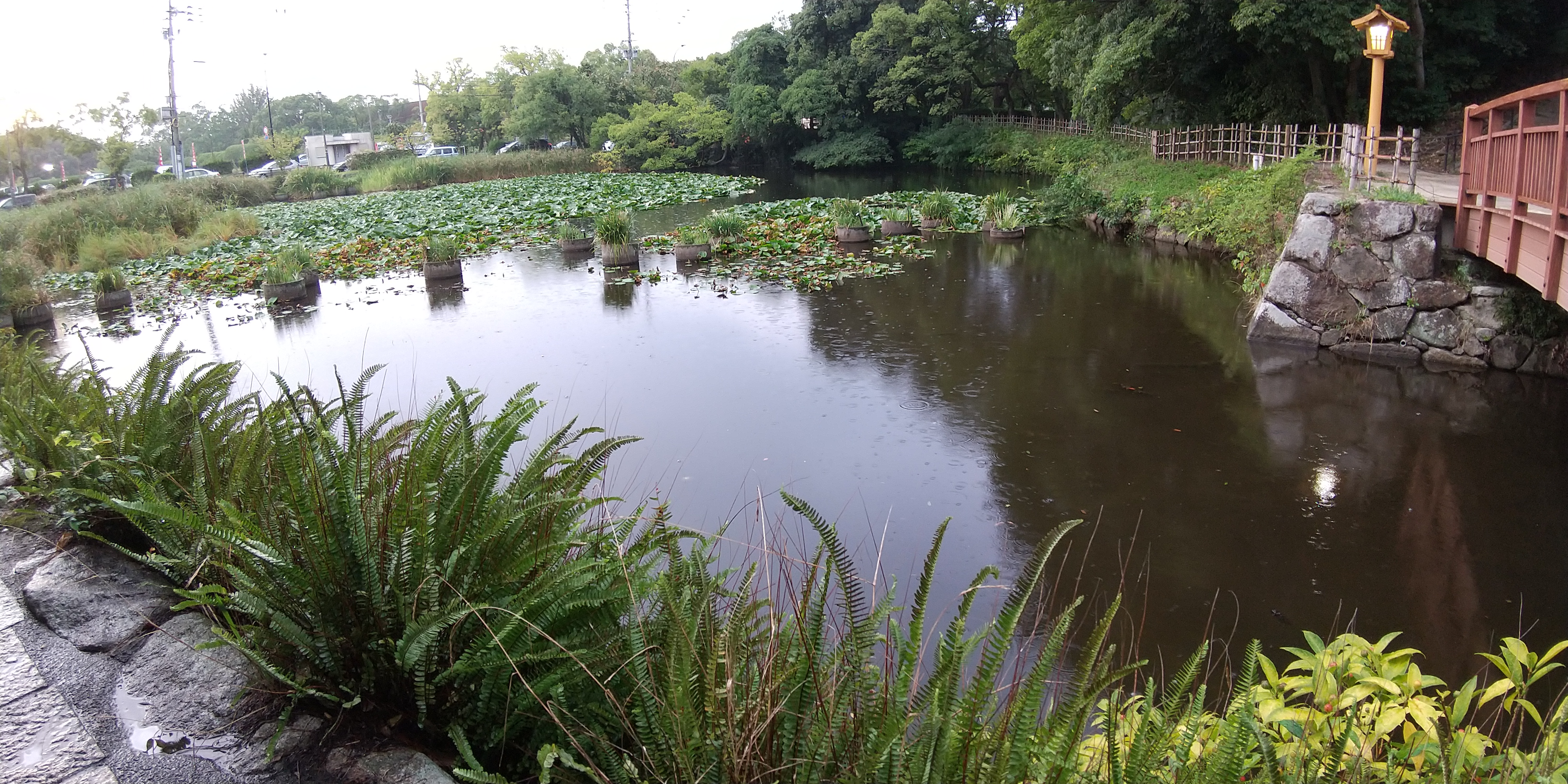
福岡城跡6号堀
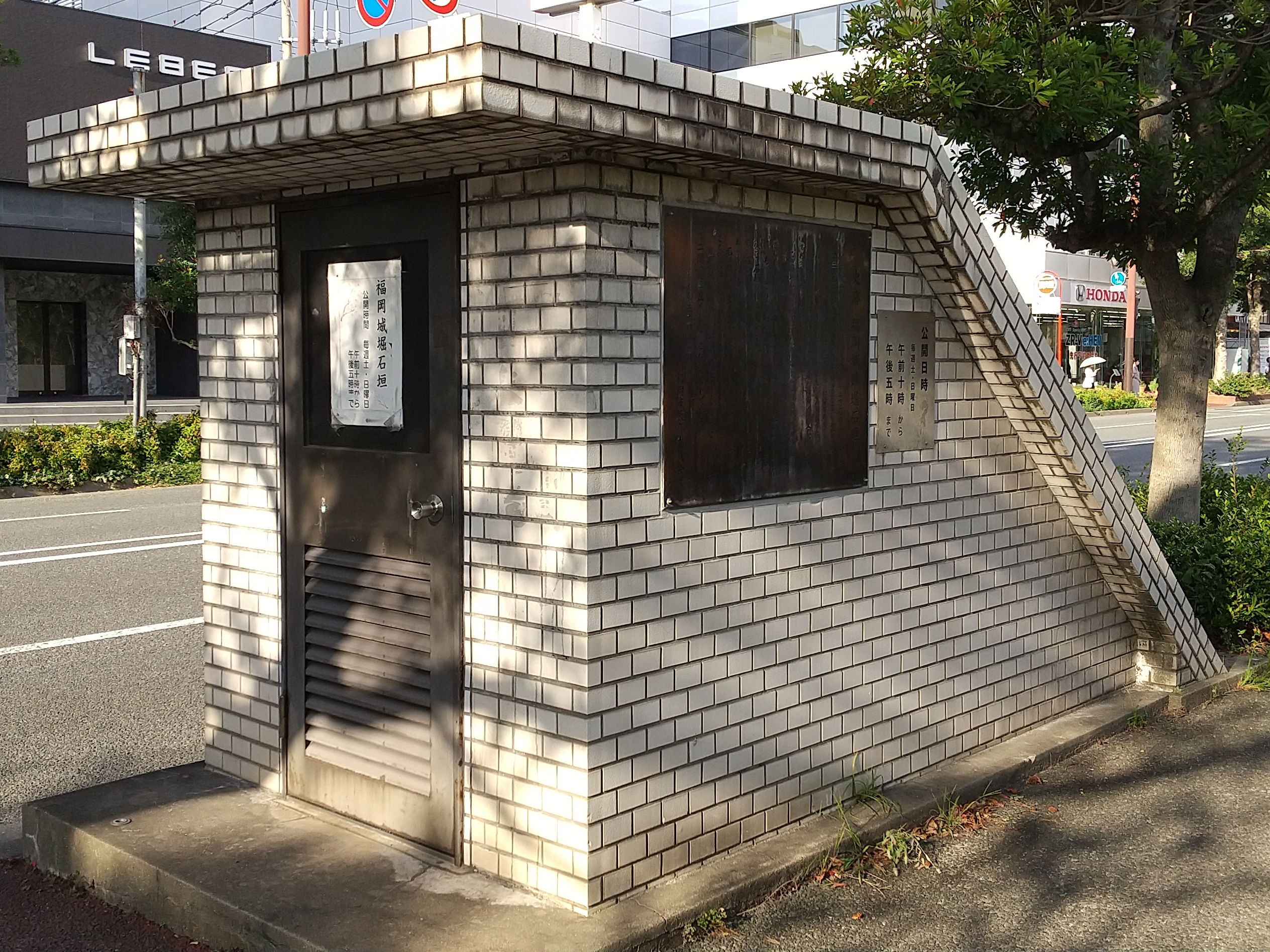
堀石垣の入口
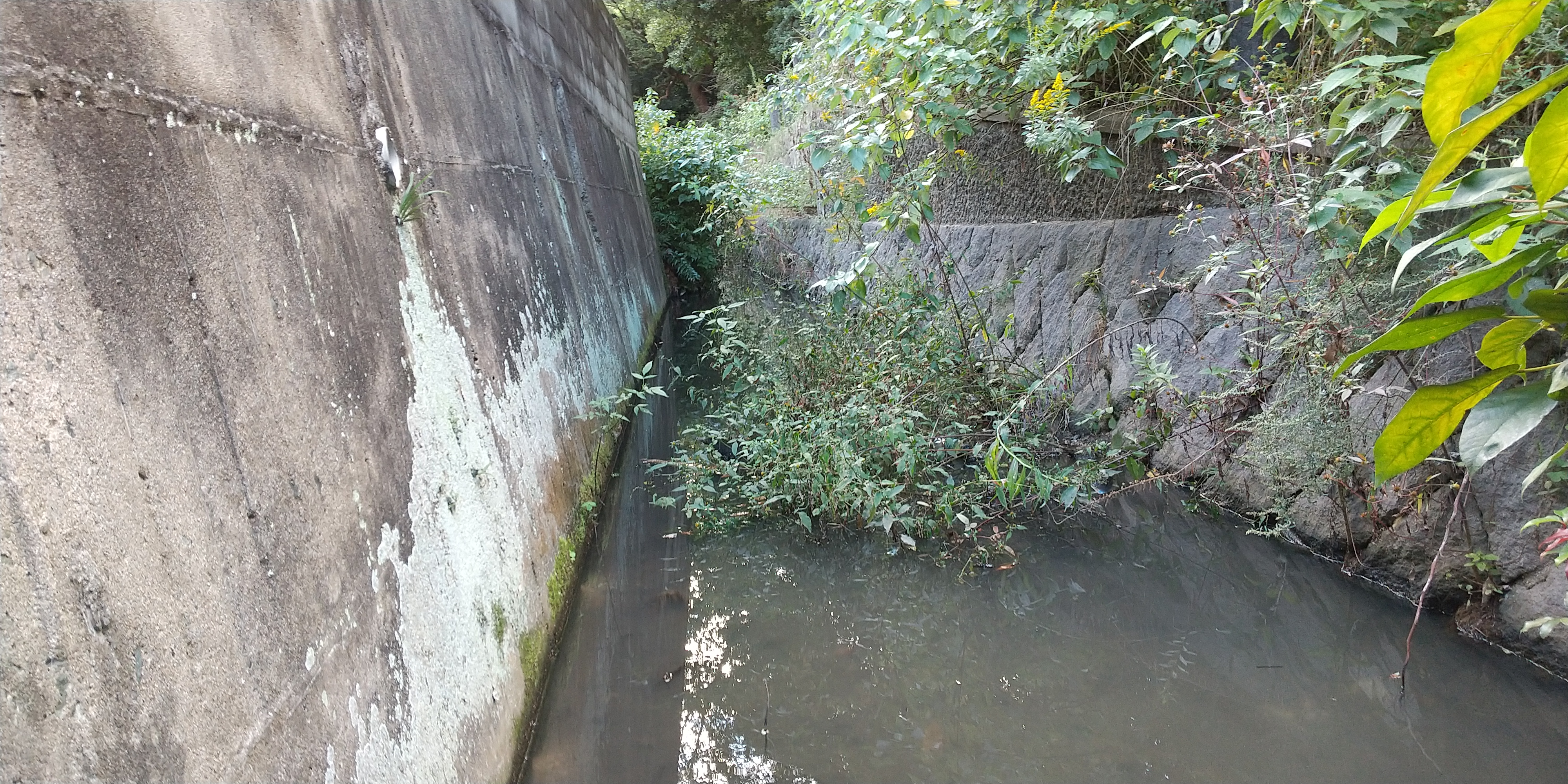
南側水路（赤坂844号線附近）

#### 大堀
古くは草ヶ江と呼ばれた博多湾の入江であり、福岡城築造に際して黒田長政が入江の一部を埋め、南の入江は福岡城の外濠である大堀とした。大堀の跡には1929年（昭和4年）に大濠公園が開園した。
老司の堰
攻城戦時に「老司の堰」を切って落とせば低地部は水浸しになって進入路を阻むことができた。

## 文化財

### 国指定重要文化財
- 南丸多聞櫓

### 県指定文化財
- 伝潮見櫓
- 下之橋御門
- 旧母里太兵衛邸長屋門

### 市指定文化財
- 名島門

### 国指定史跡
- 福岡城跡

### 県指定天然記念物
- ツクシオオガヤツリ

## 交通アクセス
- 福岡市地下鉄空港線大濠公園駅より徒歩10分（800m）
- 西鉄バス美術館東口バス停よりすぐ
- 福岡高速環状線西公園出入口より2.7㎞